# 約西皮夫卡 (舊西尼亞瓦市鎮)
49°34′49″N 27°40′54″E / 49.58028°N 27.68167°E
約西皮夫卡（羅馬化：Yosypivka）是位於烏克蘭西部赫梅利尼茨基州赫梅利尼茨基區舊西尼亞瓦市鎮的村莊。該村始建於1583年，面積1.64平方公里，海拔高度277米，2001年人口515。